# Ersdorf

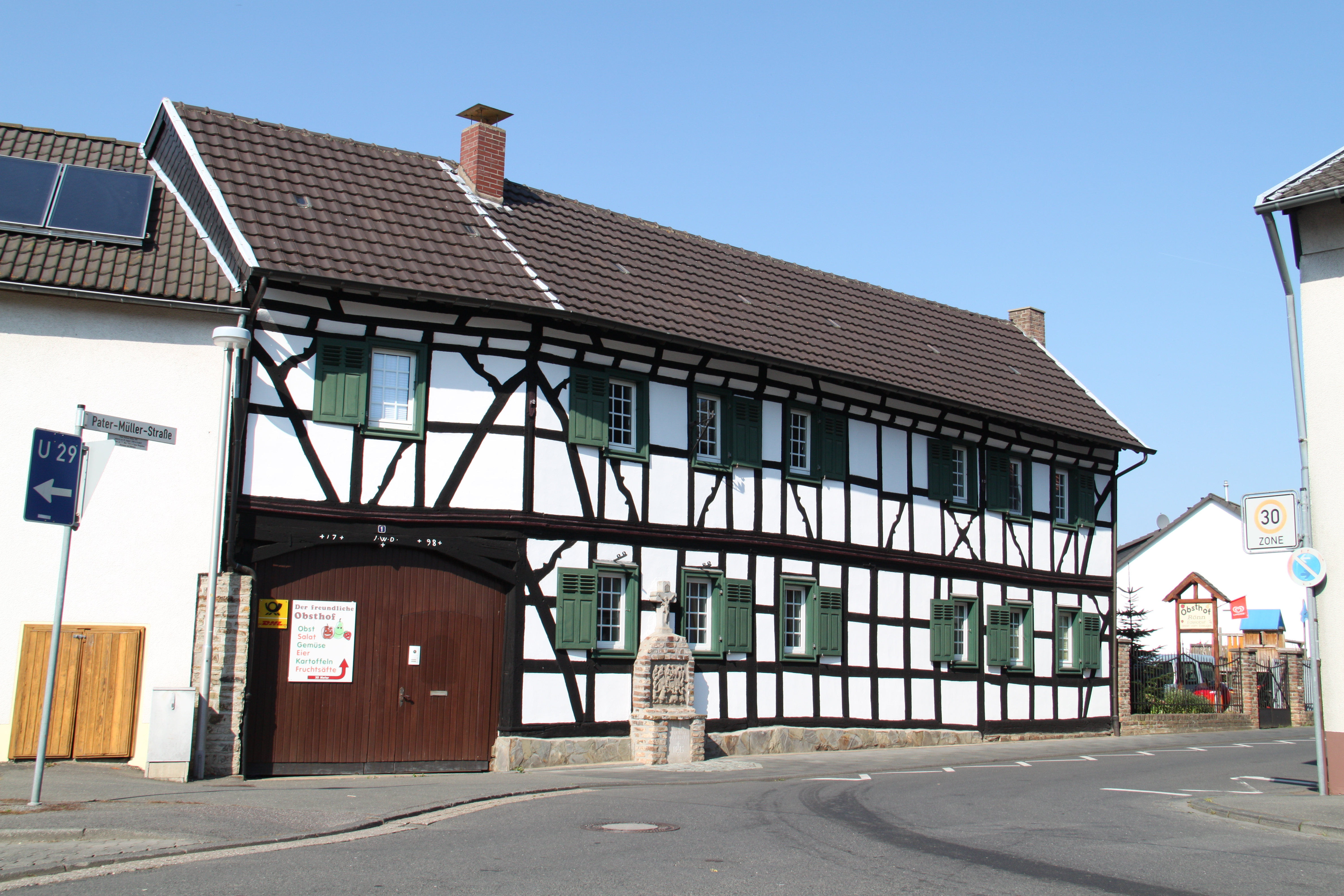
Fachwerkhaus Rheinbacher Straße/Pater-Müller-Straße

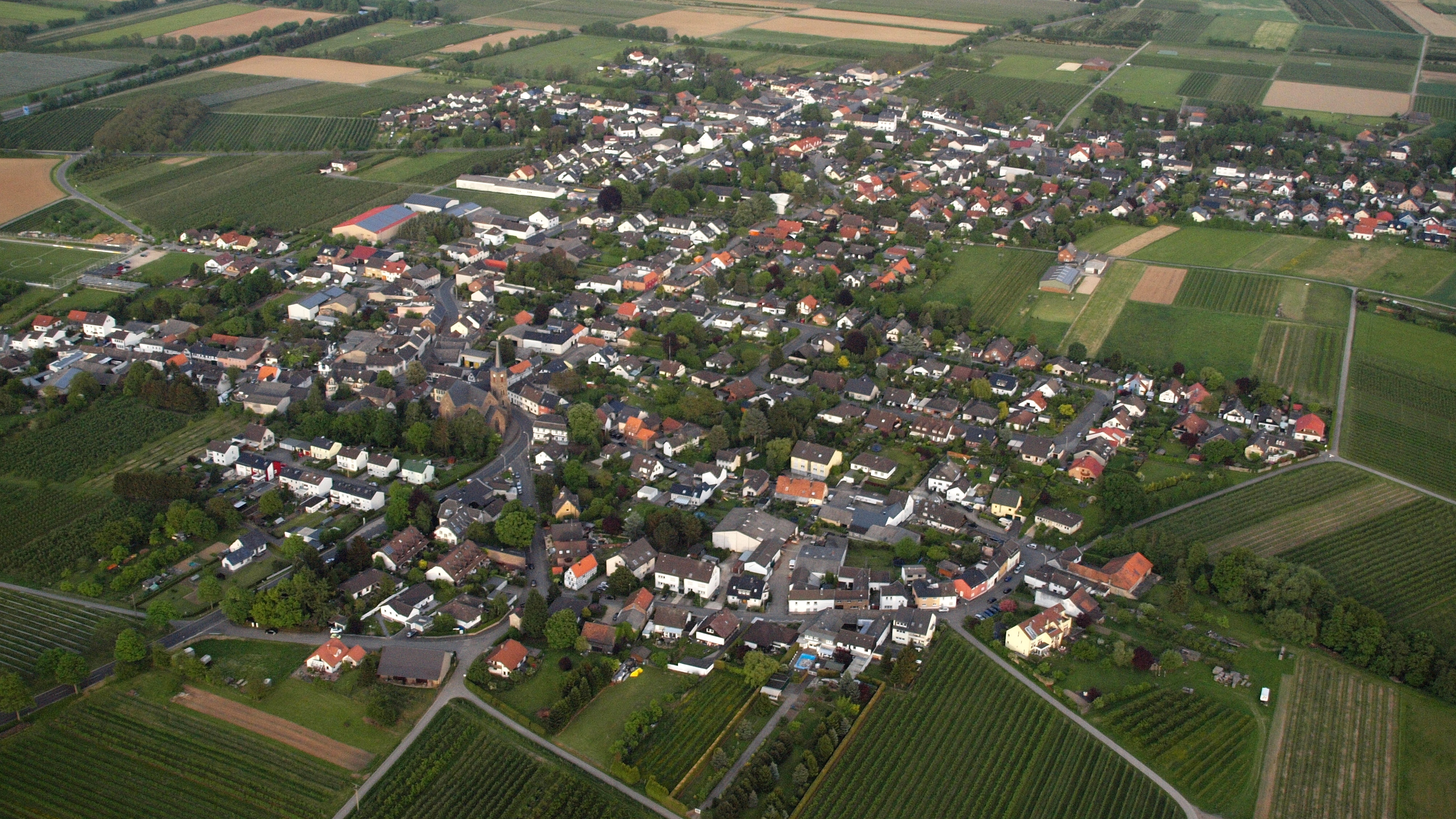
Ersdorf, Luftaufnahme (2015)

Ersdorf ist ein Stadtteil von Meckenheim (Rhein-Sieg-Kreis) im Süden von Nordrhein-Westfalen, 20 km südwestlich von Bonn.

## Lage
Das Haufendorf liegt in der Voreifel, naturräumlich in der Swistbucht, am Rande des Ahrgebirges nahe der Landesgrenze zu Rheinland-Pfalz und grenzt unmittelbar an Altendorf, mit dem viele Gemeinsamkeiten bestehen, so dass im Volksmund Ersdorf und Altendorf auch als „Al-Ersch“ bezeichnet werden.
Die Ersdorfer Feldflur liegt im weiten Tal der Swist und ist durch den vorherrschenden Obstbau geprägt, die westliche Anhöhe in Richtung auf das Ahrgebirge ist bewaldet.
Nachbarorte sind Meckenheim (3 km, NNO), Gelsdorf (Gemeinde Grafschaft, 3 km, SO), Hilberath (Stadt Rheinbach, 5 km, SSW) und Wormersdorf (Stadt Rheinbach, 2 km, NW). Ersdorf liegt an der Landesstraße 471, zu der parallel etwa 300 m am Ort vorbei die BAB 61 Köln–Ludwigshafen verläuft. Die nächsten Auffahrten sind im Norden Rheinbach, im Süden Grafschaft an der BAB 565 Bonn–Altenahr unmittelbar am Autobahnkreuz Meckenheim. Von Ersdorf nach Meckenheim führt die L 261.
Regelmäßige Busverbindungen bestehen nach Meckenheim, nach Rheinbach und nach Bad Neuenahr-Ahrweiler. Der nächste Bahnhof ist Meckenheim (Bz Köln) an der Strecke Voreifelbahn (Bonn–Euskirchen–Bad Münstereifel).

## Geschichte von Altendorf und Ersdorf
Altendorf und Ersdorf entstanden etwa im 9. Jahrhundert. Ursprünglich Reichsgut, waren die Dörfer im 9. und frühen 10. Jahrhundert in den Besitz der Tomberger Pfalzgrafen gelangt, von denen sie über die Grafen von Neuenahr 1545 an den Herzog von Jülich kamen. Die Aachen-Frankfurter Heerstraße führte etwa in der Lage der heutigen Autobahn an den Orten vorbei. Bis 1838 bildeten Altendorf und Ersdorf einen Dingstuhl im herzoglichen Amt Neuenahr und von Anfang an auch eine gemeinsame Pfarrgemeinde. Wahrscheinlich bereits seit dem 11. Jahrhundert stand in Ersdorf eine Pfarrkirche, die das Patrozinium des Apostels Jakobus des Älteren trug.
Altendorf und Ersdorf gehörten im 19. Jahrhundert zur Mairie d’Adendorf und später zum Amt Meckenheim.

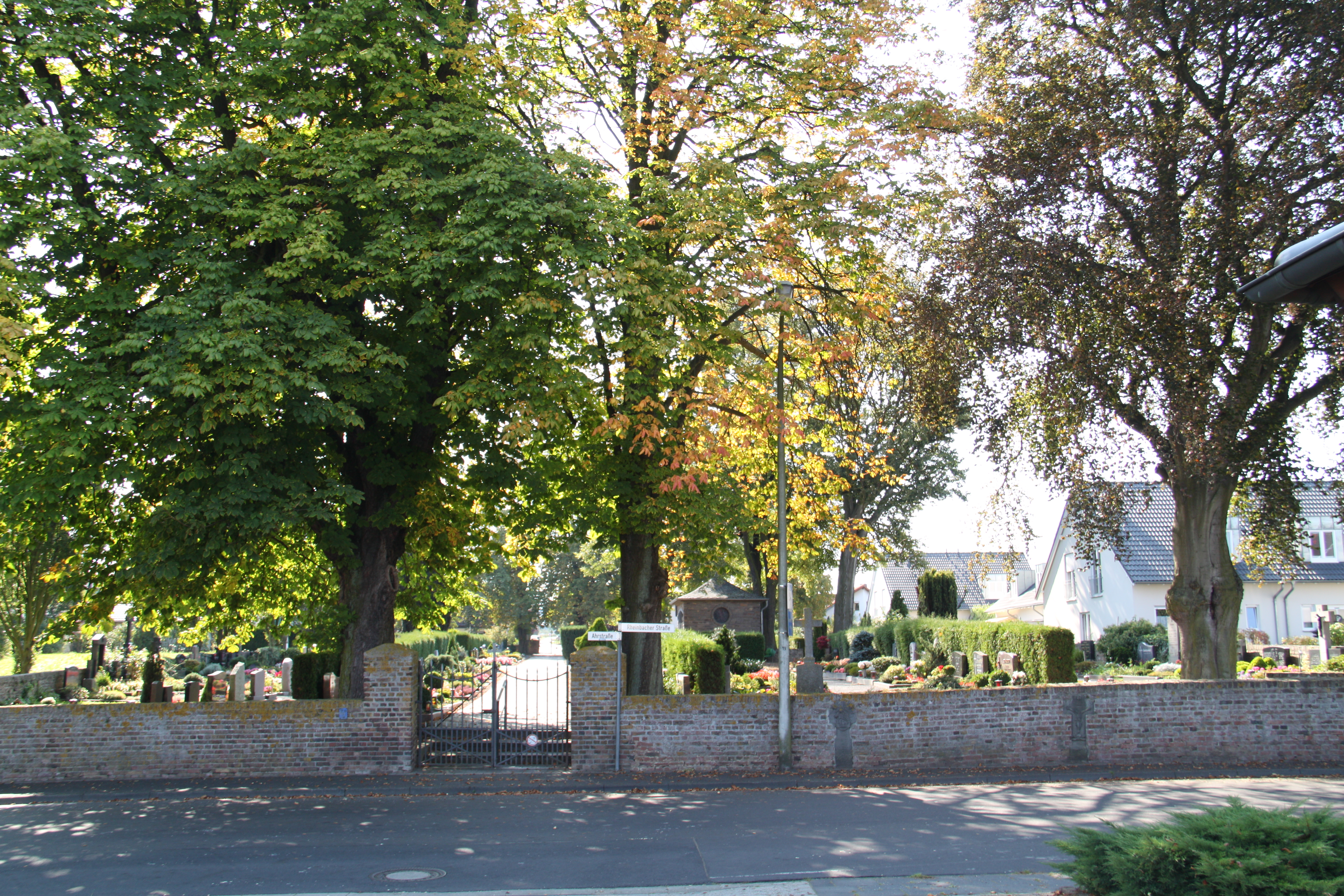
Der Friedhof auf der Dorfgrenze: links Ahrstraße (Altendorf), rechts Rheinbacher Straße (Ersdorf)

Früher herrschte zwischen den unmittelbar benachbarten Dörfern Rivalität. Beide besaßen ihre eigenen Einrichtungen (Feuerwehr, Schule, Karnevalsverein, Bürgermeister). Die Kirche und der gemeinsame Friedhof lagen immer in Ersdorf. Der Friedhof wurde aus Platzmangel 1834 auf das freie Feld zwischen den Dörfern verlegt, und es war wohl so, dass die Altendorfer ihre Toten auf dem Gräberfeld südlich des Hauptweges beigesetzt haben und die Ersdorfer ihre auf dem nördlichen.
Diese Gegensätze sind heute überwunden, und Neubürger kennen sie gar nicht mehr. Die Altendorfer und die Ersdorfer haben gemeinsame Einrichtungen und Institutionen, und in allen Bereichen des bürgerschaftlichen Engagements arbeitet man selbstverständlich Hand in Hand zusammen. Ein wichtiges Faktum war dabei die Zusammenlegung der beiden Schulen, zunächst 1955 zu einem Schulverband und seit 1960 in einem neu erbauten Schulgebäude neben dem Friedhof. Im Dezember 2000 konstituierte sich ein gemeinsamer Ortsausschuss der Vereine, um das Dorfgeschehen zu koordinieren und zu beleben.
Am 1. August 1969 wurden Altendorf und Ersdorf in die Gemeinde Meckenheim eingegliedert.
Im Zuge der Entwicklung Bonns als Bundeshauptstadt und Sitz zahlreicher Institutionen stieg seit den 1970er-Jahren die Einwohnerzahl stark an, von etwa 1100 Einwohnern 1950 (zu fast 100 % katholisch) auf 2146 im Jahr 2007; der Anteil der Katholiken beträgt jetzt noch rund 60 %. Die einstmals freie Feldflur zwischen Altendorf und Ersdorf ist inzwischen bebaut, so dass eine einheitliche, durchgehende Ortslage entstanden ist, mit Schule, Kindergärten, Mehrzweckhalle und Friedhof im Zentrum.

### Bevölkerungsentwicklung
|      | Altendorf | Ersdorf | Insgesamt           |
| ---- | --------- | ------- | ------------------- |
| 1676 |           |         | 400 (Kommunikanten) |
| 1732 |           |         | 460 (Kommunikanten) |
| 1767 |           |         | 587                 |
| 1812 | 470       | 441     | 911                 |
| 1861 | 614       | 482     | 1096                |
| 1890 | 475       | 418     | 893                 |
| 1910 | 490       | 358     | 848                 |
| 1925 | 497       | 388     | 885                 |
| 1939 | 452       | 353     | 805                 |
| 1946 | 592       | 496     | 1088                |

|      | Altendorf | Ersdorf | Insgesamt |
| ---- | --------- | ------- | --------- |
| 1959 | 568       | 425     | 993       |
| 1961 | 549       | 447     | 996       |
| 1975 | 656       | 672     | 1328      |
| 1980 | 729       | 729     | 1458      |
| 1997 | 1159      | 950     | 2109      |
| 2003 | 1228      | 961     | 2189      |
| 2008 | 1232      | 901     | 2133      |
| 2012 | 1254      | 907     | 2161      |
| 2016 | 1231      | 881     | 2112      |
| 2018 | 1224      | 887     | 2111      |

Am 31. Dezember 2008 hatten Ersdorf und Altendorf 1084 Einwohnerinnen (= 50,8 %; Altendorf 626, Ersdorf 458) und 1049 Einwohner (= 49,2 %; Altendorf 606, Ersdorf 443). 2080 waren Deutsche, 53 Ausländer.
Religionszugehörigkeit: katholisch 1288 (= 60,4 %; Altendorf 735, Ersdorf 553), evangelisch 349 (= 16,3 %; Altendorf 214, Ersdorf 135), andere oder keine 496 (= 23,3 %; Altendorf 283, Ersdorf 213).
Altersverteilung: 0–17 Jahre 428 (= 20,1 %; Altendorf 256, Ersdorf 172), 18–29 Jahre 271 (= 12,7 %; Altendorf 146, Ersdorf 125), 30–59 Jahre 999 (46,8 %, Altendorf 590, Ersdorf 409), über 60 Jahre 453 (= 20,4 %, Altendorf 240, Ersdorf 195).

## Politik
Ortsvorsteher und Vertreter aus Ersdorf im Stadtrat der Stadt Meckenheim ist Ferdinand Koll (CDU).

## Wirtschaft
Alle landwirtschaftlichen Betriebe betreiben ausschließlich Obstbau. In den 1970er-Jahren wurden im Zuge der Entwicklung Bonns als Bundesstadt und Sitz zahlreicher Institutionen große Baugebiete in Ersdorf und Altendorf ausgewiesen. Es zogen viele Bedienstete Bonner Ministerien und anderer Dienststellen zu, so dass sich die Sozialstruktur von einem Bauerndorf zu einem ländlichen Wohnort wandelte.

## Einrichtungen und Vereine
- Öffentliches Leben

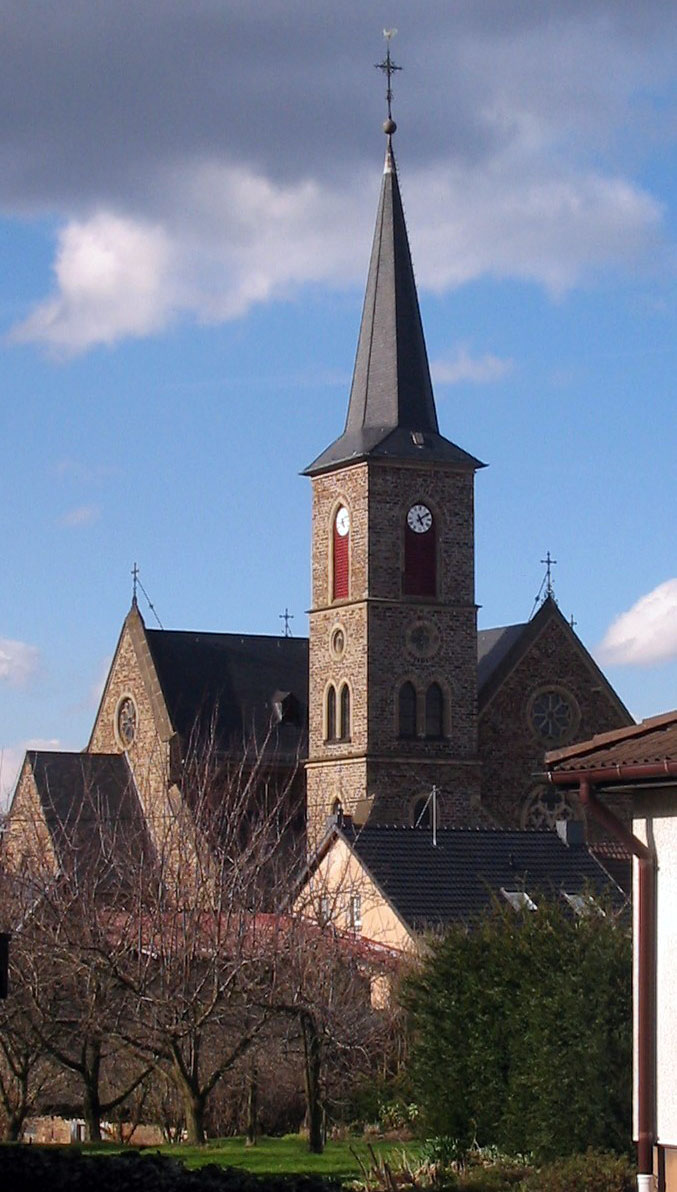
Blick vom Waldweg zur Kirche

  - Freiwillige Feuerwehr, Löschgruppe Altendorf-Ersdorf
  - Raiffeisenbank Rheinbach-Voreifel eG, Geschäftsstelle Altendorf/Ersdorf
  - Ortsausschuss Altendorf-Ersdorf 2000 e. V.
  - Fachgruppe Obstbau Bonn-Rhein-Sieg, Ortsgruppe Ersdorf

- Kirchengemeinden
  - Ersdorf gehört zur Evangelischen Kirchengemeinde Meckenheim.
  - Katholische Pfarrgemeinde St. Jakobus der Ältere Ersdorf/Altendorf im Seelsorgebereich Meckenheim mit der Pfarrkirche in Ersdorf

- Kinder
  - Elterninitiative Flohkiste
  - Katholische Grundschule Ersdorf-Altendorf
  - Katholischer Kindergarten St. Jakobus

- Kirchliche Vereine
  - Jodokusbruderschaft
  - Katholische Frauengemeinschaft Ersdorf/Altendorf (kfd)
  - Kolpingsfamilie Ersdorf-Altendorf
  - Pfarrcäcilienchor St. Jakobus
  - Sankt-Jakobus-Pfarrverein
  - Sankt-Sebastianus-Schützenbruderschaft Ersdorf-Altendorf e. V.

- Musik
  - Harmonika-Freunde
  - Männergesangverein Eintracht 1878 Ersdorf-Altendorf e. V.
  - Pfarrcäcilienchor St. Jakobus

- Sport
  - SC (Sportclub) Altendorf/Ersdorf 1921 e. V.
  - Turnverein Altendorf-Ersdorf

- Vereine
  - Junggesellenverein Eintracht 1904 Altendorf-Ersdorf
  - Rheinische Landfrauenvereinigung

## Historische Bildstöcke

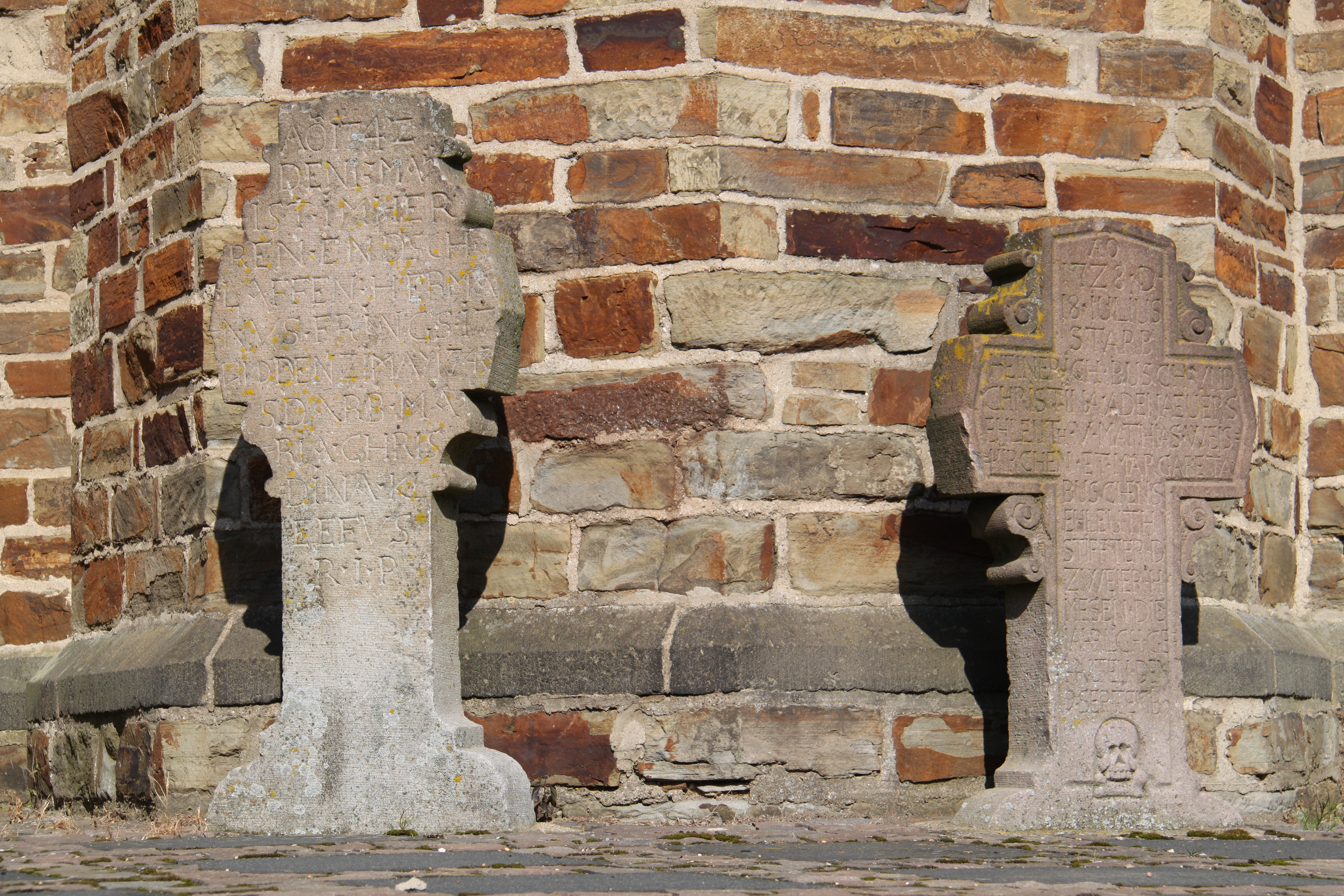
Alte Grabkreuze auf dem Kirchplatz

In den Ortslagen von Altendorf und Ersdorf stehen sieben steinerne Kreuzwegstationen oder „Sieben Fußfälle“, errichtet zwischen 1722 und 1731, 1924 und 2007 teilweise in Terrakotta bzw. Bronze erneuert. Auf dem Kirchvorplatz und dem Friedhof finden sich zwölf bzw. zehn steinerne Grabkreuze, entstanden zwischen 1665 und 1769, die von dem früheren Friedhof an der Kirche erhalten sind.
In der Feldflur gibt es ein hölzernes Wallfahrtskreuz von 1981 („Langenfelder Kreuz“ an der Straße nach Gelsdorf, an der Stelle eines älteren Kreuzes) und zwei steinerne Votivkreuze: das „Steinerne Kreuz“ von 1746 (2000 nach Vandalismus renoviert, in der Verlängerung der Unterdorfstraße) und das „Viethenkreuz“ aus dem Jahr 1814 (an der westlichen Gemarkungsgrenze von Altendorf und Ersdorf).

## Persönlichkeiten
- Wilhelm Busch (1867–1923), Zentrumsabgeordneter im Berliner Reichstag, Staatssekretär, Ehrenbürger der Stadt Rheinbach am 4. April 1922
- Andreas Müller (1900–1943), Steyler Missionar, als Missionar in Neuguinea ermordet
- Peter Koll (1911–1991), Bürgermeister zu Ersdorf von 1956 bis 1969, Ortsvorsteher von 1969 bis 1984, Ehrenbürger der Stadt Meckenheim 1981